# Astrid Lucke
Astrid Lucke (geb. Löffler; * 17. März 1939 in Magdeburg) ist eine deutsche Keramikerin.

## Leben und Werk
Astrid Löffler machte nach dem Schulabschluss ein praktisches Jahr in der Ilmenauer Porzellanfabrik und studierte dann, u. a. bei Gertraud Möhwald, von 1959 bis 1964 in der Fachrichtung Keramik der Hochschule für industrielle Formgestaltung Halle – Burg Giebichenstein (HIF). Von 1964 bis 1974 war sie Mitarbeiterin der Ilmenauer Porzellanfabrik und dann wissenschaftlich-künstlerische Mitarbeiterin der HIF. Dort lernte sie Gerd Lucke kennen, den sie heiratete.
Seit 1974 arbeitet Astrid Lucke freischaffend als Keramikerin, erst in Halle (Saale), ab 1984 in Weißenfels und seit 2008 in Born a. Darß. Ihre Spezialität ist dekorative Gefäßkeramik. Sie benutzt „die deckende weiße Fayenceglasur für ihre zarten porzellanartig wirkenden Gebilde aus dünn gewalzten Keramikplatten.“
Astrid Lucke war bis 1990 Mitglied des Verbands Bildender Künstler der DDR und erhielt neben ihrer freien Arbeit öffentliche Aufträge. So gehörte sie in der zweiten Hälfte der 1970er Jahre gemeinsam mit ihrem Ehemann zu der von Manfred Kandt geleiteten Projektgruppe für die künstlerische Gestaltung des großen Ferienkomplexes „Roter Oktober“ (heute Hotel Baltic) der Wismut AG in Zinnowitz. Für Porzellan-Fabriken wie den VEB Porzellanwerk Lettin in Halle und den VEB Porzellanwerk Freiberg entwarf sie Arbeiten für die Serienproduktion von Haushaltsporzellan.
Neben ihrer künstlerischen Arbeit gab Astrid Lucke Keramik-Kurse.
Sie hatte eine bedeutende Zahl von Einzelausstellungen und war auf vielen Gruppenausstellungen vertreten, in der Zeit der DDR u. a. von 1967 bis 1988 in Dresden von der VI. Deutschen Kunstausstellung bis zur X. Kunstausstellung der DDR und seit 1970 auf internationalen Keramik-Ausstellungen und -Wettbewerben in Sopot, Faenza, Jablonec und London, in Rumänien, Ungarn, Japan, Kuba, der UdSSR und der Bundesrepublik.

## Ehrungen
- 1967: 2. Preis im DDR-Design-Wettbewerb „Der gedeckte Tisch“
- 1967: Kunstpreis des DTSB
- 1973: Goldmedaille der Leipziger Herbstmesse
- 1974: Ehrendiplom der I. Quadriennale des Kunsthandwerks sozialistischer Länder in Erfurt

## Museen und öffentliche Sammlungen mit Werken Astrid Luckes (unvollständig)
- Berlin: Kunstgewerbemuseum in Schloss Köpenick
- Dresden: Kunstgewerbemuseum in Schloss Pillnitz[3]
- Magdeburg: Kunstmuseum Kloster Unser Lieben Frauen

## Ausstellungen (unvollständig)

### Einzelausstellungen
- 1984: Karl-Marx-Stadt, Galerie Schmidt-Rottluff (mit Gerd Lucke)
- 1989: Berlin, Galerie Unter den Linden (mit Gerd Lucke)
- 1992: Bonn-Bad Godesberg, Muffendorfer Keramikgalerie (mit Gerd Lucke)

### Gruppenausstellungen seit der deutschen Wiedervereinigung
- 2012: Harsewinkel-Marienfeld, Kloster Marienfeld (Werke Giebichensteiner Keramikerinnen und Keramiker)
- 2018: Bonn, Museum Petersberg („Keramikgestaltung und Porzellanmalerei aus Halle“)